# جیک چری
جیک چری (انگلیسی: Jake Cherry؛ زادهٔ ۱۵ سپتامبر ۱۹۹۶) یک هنرپیشه اهل ایالات متحده آمریکا است. وی از سال ۲۰۰۱ میلادی تاکنون مشغول فعالیت بوده‌است.

## گزیده فیلمشناسی
از فیلم‌ها یا برنامه‌های تلویزیونی که وی در آن نقش داشته‌است می‌توان به آثار زیر اشاره کرد.
- شب در موزه (۲۰۰۶)
- دوستان همراه پول (۲۰۰۶)
- شب در موزه: نبرد اسمیتسونین (۲۰۰۹)
- شاگرد جادوگر (فیلم) (۲۰۱۰)
- پسر هیچ‌کس (۲۰۱۱)
- ردپای آبی (۲۰۰۱)
- دیدبان سوم (۲۰۰۴)
- استخوان‌ها (مجموعه تلویزیونی) (۲۰۰۶)
- کدبانوهای وامانده (۲۰۰۷)
- ۴۴۰۰ (مجموعه تلویزیونی) (۲۰۰۷)
- ریباند (۲۰۰۹)
- دکتر هاوس (۲۰۰۹)
- ذهن‌های مجرم (۲۰۰۹)